# Гірнича промисловість Туреччини
Гірнича промисловість Туреччини.

## Загальна характеристика
Станом на 1998-99 рр. частка гірничої промисловості у ВВП становила всього 1%, у 2002 р. — близько 1,5%. На початку XXI ст. продукція гірничодобувної галузі становить близько 1% експорту і 16,5% імпорту (див. табл. 1). В ній зайнято 171000 працевлаштованих. На частку гірничодобувної промисловості припадає близько 7% вартості промислової продукції. Гірнича промисловість Туреччини на початку XXI ст. ще слабо розвинена і не відповідає потенційним можливостям країни. Провідну роль відіграє видобуток бурого вугілля, хромових, мідних руд, бокситів, боратів. Досягнутий рівень гірничого виробництва у вартісному вираженні становить 2,5 млрд дол. США, причому продукція на 500 млн дол. експортується. Розрахунки показують, що Туреччина може щорічно видобувати мінеральної сировини на 8-12 млрд дол., половину якої можна експортувати. Ця цифра збільшиться до 30 млрд дол., якщо перетворити сировину в готові продукти. До 2010 р. планується різке збільшення виробництва мінеральної сировини. Якщо цей прогноз реалізується, то Туреччина буде щорічно виробляти сировини на 10 млрд дол. США.
Таблиця 1. — Місце мінерального сектора в експорті-імпорті Туреччини, тис. дол. США.
| Сектори                            | 2000       | 2001       |
| Експорт                            |            |            |
| Сільське та лісове господарства    | 1 973 256  | 2 231 100  |
| Риболовство                        | 24 506     | 28 342     |
| Гірнича справа/кер'єрний видобуток | 400 445    | 338 041    |
| Промисловість                      | 25 339 608 | 28 565 090 |
| Інше                               | 37 091     | 23 856     |
| Загалом                            | 27 774 906 | 31 186 430 |
| Імпорт                             |            |            |
| Сільське та лісове господарства    | 2 127 041  | 1 411 339  |
| Риболовство                        | 1 661      | 879        |
| Гірнича справа/кер'єрний видобуток | 7 104 748  | 6 713 350  |
| Промисловість                      | 45 018 097 | 32 180 558 |
| Інше                               | 251 273    | 200 472    |
| Загалом                            | 54 502 821 | 40 506 599 |

- [Mining Annual Review 2002]

## Окремі галузі
Нафта і газ. Видобуток нафти і газу в Т. наприкінці XX ст. був сконцентрований на півдні і півд.-сході країни. Розробка нафт. родов. почалася в 1948, після відкриття в 1940 родов. Раман. Найбільше родов. країни Шельмо відкрите в 1964. Усього в Т. розроблялося бл. 60 нафтових і 2 газових родов., експлуатувалося понад 600 свердловин. Є 5 нафтопереробних заводи. У 1994 в країні було видобуто бл. 3,7 млн т. нафти. Більша частина сирої імпортної нафти переробляється на заводах в Мерсіні та Ізміті
У 2001, TPAO, державна нафтовидобувна компанія, видобула близько 2 млн т сирої нафти (72% повного видобутку нафти в Туреччині). Щорічне споживання нафти в країні — бл. 28.3 млн т. До 2010 р споживання нафти передбачається збільшити до 41.8 млн т, але з них в країні видобуватимуть тільки бл. 1% [Mining Annual Review 2002].
Споживання природного газу на 2001 р становило 6.8 млрд м³. і має тенденцію до зростання. У 2010 р очікується споживання на рівні 31 млрд м³. (що покриє 18% енергетичних потреб країни). У 2001 виробництво газу компанією TPAO, становило 620 млн м³. і залишиться на цьому є рівні у майбутньому. Одночасно суттєво збільшуватиметься імпорт газу. Ірано-Турецький газопровід, що був відкритий у 2002 забезпечить Туреччині близько 10 млрд м³. газу на рік [Mining Annual Review 2002].

Видобуток та імпорт вугілля у країнах Європи

Вугілля. Енергетична вугільна сировина представлена в Т. лігнітом, антрацитом і горючим сланцем. У 1940-ві рр. видобуток вугілля в Т. перевищив 3 млн т. Бл. 90% — кам'яне вугілля. У 2002 р. ТКІ (Турецька вугільна компанія) добувала 6 млн т вугілля для побутових цілей і 1,8 млн т для промисловості. Виробництво приватного сектора — 3 млн т. Потреби у вугіллі для побутових і промислових цілей складають біля 15-16 млн т, різниця покривається імпортом вугілля і за рахунок нафтококсу. Є перспективи збільшення приватного виробництва вугілля до 6 млн т, а продукції ТКІ до 9-10 млн т. За прогнозами видобуток лігніту досягне 150 млн т. Видобувають вугілля на шахтах в районі Зонгулдак-Ереглі. Бл. 80% вугілля коксівне. Шахти розкриті вертикальними і похилими стовбурами. Система розробки в осн. суцільна, управління гірн. тиском г.ч. обваленням. Є механізовані комплекси, але наприкінці XX ст. переважала буропідривна виїмка з ручною навалкою на скребкові конвеєри. Шахти газові, пласти викидонебезпечні. Понад 90% бурого вугілля добувається відкритим способом. Діють понад 90 кар'єрів і шахт. На шахтах з пластами в 8-10 м прийнята шарова система розробки. Потужність пластів на кар'єрах досягає 20 м. Осн. гірн. обладнання — мехлопати, драґлайни, роторні екскаватори.
Залізо. Щорічний видобуток залізняку в Туреччині на 2001–2002 рр. становить 5,5 млн т. Протягом 10 років ця цифра повинна зрости до 15 млн т. Виробництво заліза і сталі в Туреччині на початку XXI ст. перевищує обсяг її внутрішнього споживання. Залізняк добувають в районі Дівріги. Розробка родов. ведеться комбінованим способом. Крім того, відкрита розробка здійснюється в районі м. Хекімхан, в районі Кесіккьопрю, в Зах. Анатолії (родов. Шамли) і на родов. Бююк-Еймір, родов. Хасанчелебі. Переробка зал. руди ведеться в м. Карабюк (з 1939), на заводах «Ердемір» (м. Ереглі) та «Ісдемір» (м. Іскендерун).
Боксити. Відкритий видобуток бокситів ведеться в центр. частині Т., в районі мм. Мугла і Сейдішехір. Переробка руд здійснюється на алюмінієвому комб-ті (м. Сейдішехір). У подальші 10 років видобуток бокситів повинен досягнути 1,5 млн т завдяки створенню нового заводу по виробництву алюмінію з щорічним випуском 1,2 млн т.
Вольфрам. Видобуток вольфрамових руд комбінованим способом ведеться на родов. Улудаг. Збагач. ф-ка в м. Улудаг переробляє шеєлітові і вольфрамітові руди (1200 т вольфрамових концентратів).
Мідь. Видобуток мідних руд здійснюється в районах Мургул, Кюре і Ергані. Вміст міді в рудах 0,5-1,0%. В Мургулі у 1990-х рр. діють 3 кар'єри потужністю 3,8 млн т руди/рік і 2 збагач. ф-ки, що випускають 90 тис. т мідних концентратів і бл. 40 тис.т. піриту. Переробка концентратів ведеться на мідноплавильних заводах в мм. Мургул, Хопа, Стамбул і Самсун. У районі Кюре діє кар'єр потужністю до 1 млн т руди/рік. Збагач. ф-ки працюють в мм. Кюре і Самсун. У Ергані діє гірничо-збагач. комплекс, що включає рудник, збагач. ф-ку і мідноливарний завод (потужність 1 млн т руди/рік, 70 тис.т чорнової міді). Розробляють родов. Чаєлі поблизу м. Трабзон (проектна потужність 62 тис. т мідних концентратів) і Сіірт-Маденкьой на сх. країни (64 тис. т). Представляють інтерес мідно-порфірові родовища Кіркларелі-Дерекой, Ерзурум Іспір і Сірт Маденкой. Ефективніше використання виробничих потужностей дозволить Туреччині за 10 років збільшити виробництво міді до 100 тис. т.
Хром. Наприкінці XX ст. за видобутком хромових руд Т. входила в п'ятірку провідних країн світу. Осн. видобуток — на сході країни (родовища групи Гулеман). При збагаченні руд в м. Елязиг отримують концентрат, що містить 42-48% Cr2O3. Розробляється родов. в районі Мугла, на півд.-заході країни. Збагачення руди здійснюється в м. Карагедік. У рудному районі Бурса-Ескішехір експлуатуються дек. родов. Бл. 50% хромітів йде на виробництво ферохрому. Інша частина хромітів експортується.
На початку XXI ст. хроміт в Т. займає 2-е місце після сполук бору за обсягами збуту і експорту. На базі родовищ хроміту в районі Адана-Карсанті, які знаходяться в руках приватних осіб і держави, планується створити акціонерну компанію і завод в Умурталік потужністю 150 тис. т/рік ферохроміту. Такі ж заводи потужністю по 50 тис. т/рік планується побудувати в районах Бурса і Кайзері. У подальші 10 років щорічне виробництво хроміту повинно досягнути 2 млн т із вмістом Cr2О3 44%.
Забезпеченість видобутку хромових руд їх підтвердженими запасами, розрахована за максимальним рівнем виробництва в період 1995–1997 рр. з урахуванням втрат при видобутку і збагаченні у Туреччині становить 22 роки.
Ртуть. За видобутком ртутних руд Т. наприкінці XX ст. входила у п'ятірку провідних країн світу. Розробляли родов. на півд.-заході, в районі мм. Ізмір і Конья. Сировина надходить на заводи в мм. Халікьой і Сараййоню. У Халікьой частину потужностей використовують для виробництва сурми.
Поліметали. Свинцево-цинкові руди добувають в осн. в Центр. Анатолії, в районі мм. Елязиг і Кайсері (руди з сер. вмістом Pb 4% і Zn 4,5%). Передбачається побудувати нові заводи по виробництву свинцю і цинку потужністю 50 тис. т по свинцю і 100 тис. т по цинку.
Золото і срібло. Починаючи з древніх часів, в Туреччині видобуто понад 4000 т золота. У 1985 р. іноземні компанії розвернули інтенсивні пошуково-розвідувальні роботи завдяки новому гірничому закону; відкриті великі золотоносні родовища, на яких можна видобувати 11 т золота і 120 т срібла річно. На срібному руднику в Гюмській пров. видобуток Ag повинен досягнути 122 т/рік. Розвиток золотодобувної галузі передбачає виконання семи нових проектів (табл. 2).
Таблиця 2. — Золото- і срібловидобувні проекти в Туреччині (2001).
| Регіон               | Золото, т | Срібло, т |
| Ovacik, Izmir        | 24        | 24        |
| Mastra, Gumushane    | 12        | 8         |
| Cerattepe, Artvin    | 30,3      | 1 050     |
| Kucukdere, Balikesir | 7,5       | 17        |
| Kaymaz, Eskisehir    | 6,2       | 3         |
| Efemcukuru, Izmir    | 30        | -         |
| Kisladag, Usak       | 150       | -         |
| Загалом              | 260       | 1 106     |

На новому руднику Ovacik для видалення золота передбачене ціанування. Цей проект має близько 10 проектів-аналогів, які будуть «запущені» у виробництво після успішної еколого-промислової апробації технології Ovacik.
Канадська компанія Eldorado Gold Corp. і компанія Hatch Associates Ltd. здійснюють проект освоєння золоторудного родов. Кісладаґ (Kisladag), розташованого в Півд.-Західній Туреччині. Підтверджені запаси руди категорії proven+probable (В+С1), підготовлені до експлуатації становлять 65.66 млн т з вмістом Au 1.34 г/т, запаси золота — 88 т. Разом із запасами низьких категорій (measured+indicated або C1+C2) загальні запаси руди і золота складають на родовищі — 149 млн т із вмістом Au 1.14 г/т і запаси золота — 170 т. Передбачається розробка руд кар'єром в кількості 3.4 млн т на рік і подальше купчасте вилуговування золота [Mining Journal. 2002. V.339, № 8702].
Нерудні корисні копалини формують 70% гірничодобувного потенціалу країни. Нерудні корисні копалини поділяють на дві групи за запасами і конкурентоспроможності на європейському і світовому ринку. Високу конкурентоспроможність мають борати, магнезит, перліт, пемза, сіль, целестин, скельний штучний камінь, барит, мармур, флюорит, бентоніт, корунд, сепіоліт. Потім слідує каолін, вогнетривка глина, алуніт, азбест, польовий шпат, воластоніт, цеоліт, вермікуліт. Планується значний приріст видобутку нерудної сировини до 2010 р. Зокрема, турецький магнезит має невеликий вміст кремнезему і кальцію і на світовому ринку користується переважним попитом завдяки своїй високій якості. Передбачається, що в 10-літній термін виробництво магнезиту досягне 2-3 млн т/рік.
Гірничохімічна промисловість. Найбільш розвинутий видобуток борних руд і бариту. За видобутком борних руд Т. займає 1-е місце у світі (2002). Країна видобуває річно 475 тис. т бору, у вигляді В2О3. Виробництво через 10 років досягне 750 тис. т/рік В2О3. По бариту сумарні потужності всіх рудників країни 550 тис. т, а збагачувальних ф-к до 670 тис. т/рік. Майже половина продукції експортується. Експлуатацію родов. і виробництво боратів контролює компанія «ETIBANK». Розробка ведеться в 6 осн. рудних районах в зах. і центр. частині країни — Султанчаяри, Бігадіч, Емет, Кирка і інш. Борна продукція експортується в США, Японію і країни Зах. Європи.
Нерудна індустріальна сировина. У Т. ведеться розробка родов. числ. видів нерудної індустріальної сировини. Країна забезпечує бл. 60% світового видобутку корунду (р-н Мугла — Міляс, Айдин-Сьоке). Родов. магнезиту розробляють в районі мм. Кютахья і Ескішехір.
З нерудних буд. матеріалів першорядне значення має видобуток мармуру і травертину. Турецький мармур за якістю відповідає міжнародним стандартам і конкурує з італійським. До 2010 р. намічено довести виготовлення мармуру до 5 млн м3 і блокового граніту до 20 млн м3 річно.
Крім того, в Т. ведеться видобуток уранових, марганцевих, стибієвих руд, сірки, піриту, фосфоритів, перліту, азбесту, бентоніту, воластоніту, кварцового піску, кіаніту, кам. солі, сепіоліту (морської пінки), польового шпату, селітри і інш. Планується використати родовища рідкісноземельних елементів в Ескісехір для виробництва високотехнологічних продуктів.

## Наукові установи. Підготовка кадрів. Періодична преса
Керівництво всіма операціями в добувній промисловості здійснює Мін-во енергетики і природних ресурсів через Гірничорудне і Нафтове управління. Н.-д. роботи в галузі геології і гірн. справи проводять: Інститут вивчення і розробки мінеральної сировини (Анкара, засн. в 1935); Інститут сейсмології (Анкара, 1969); Інститут мармуру і дослідницьких робіт (Стамбул, 1972) і інш. Підготовку фахівців гірничо-геол. профілю веде в осн. ф-т гірн. інженерів Стамбульського технол. університету (засн. 1773). Журнали гірничого профілю: «Maden tetkik ve arama estitusu yayiniari» (з 1939); «Yerbilimleri» (з 1976).